# Liberalismo cultural
Se conoce como liberalismo cultural, liberalismo social o liberalismo moral a un punto de vista cultural de la sociedad basado en la parte social del liberalismo que se opone a la intromisión del Estado en la vida privada o en las decisiones personales de los ciudadanos y que también hace énfasis en la libertad de las personas en cuanto a las normas culturales o a las tradiciones, oponiéndose al conservadurismo. A menudo se expresa en las palabras de Thoreau como el derecho a "marchar al ritmo de un tambor diferente". La palabra progresismo se suele usar en un contexto similar, aunque presentan importantes similitudes no significa lo mismo que liberalismo cultural, ya que este último concepto se enfoca únicamente en temas culturales, sociales o de moralidad en lugar de asuntos económicos.
Los liberales culturales están firmemente a favor del Estado laico, creen que la sociedad y el Estado no deben imponer un modelo de vida ni ningún código específico de comportamiento, y se ven a sí mismos como defensores de los derechos de aquellas personas que no se ajustan a las normas culturales o a las tradiciones y están a favor de que expresen su personalidad, siempre y cuando no afecten a terceros. También los liberales culturales, a diferencia de los conservadores, suelen apoyar temas como la eutanasia, el aborto, el autocultivo o legalización del cannabis, el matrimonio igualitario y la adopción homoparental.
Se llaman "guerras de la cultura", en la política, a los desacuerdos entre el liberalismo cultural y el conservadurismo. Por ejemplo, los liberales culturales sostienen que todas las religiones y formas de culto (o falta de ella) deben ser toleradas mientras que los conservadores suelen poner a una religión en específico por encima de las demás y creen que dicha religión debe ser seguida por toda la población de una sociedad. La Declaración Universal de los Derechos Humanos dice "Toda persona tiene derecho a la libertad de pensamiento, de conciencia y de religión; este derecho incluye la libertad de cambiar de religión o de creencia, así como la libertad de manifestar su religión o su creencia, individual y colectivamente, tanto en público como en privado, por la enseñanza, la práctica, el culto y la observancia". Para los liberales culturales todos los modelos o estilos de vida deben ser respetados, y argumentan que, siempre y cuando no hagan daño, ningún modelo o estilo de vida será mejor que otro.